# Graphisternum pallidum
Graphisternum pallidum är en mångfotingart som beskrevs av Karl Wilhelm Verhoeff 1914. Graphisternum pallidum ingår i släktet Graphisternum och familjen orangeridubbelfotingar. Inga underarter finns listade i Catalogue of Life.